# Георг фон Льовенщайн-Вертхайм-Фройденберг
Георг Вилхелм Лудвиг фон Льовенщайн-Вертхайм-Фройденберг (на немски: Georg Wilhelm Ludwig zu Löwenstein-Wertheim-Freudenberg; * 15 ноември 1775, Вертхайм; † 26 юли 1855, Вертхайм) е вторият княз на Льовенщайн-Вертхайм-Фройденберг. Фамилията Льовенщайн-Вертхайм е морганатичен клон на фамилията Вителсбахи.

## Живот
Син е на граф Йохан Карл Лудвиг (1740 – 1816), княз на Льовенщайн-Вертхайм-Вирнебург, княз на Льовенщайн-Вертхайм-Фройденберг (1812), и съпругата му ландграфиня Доротея Мария фон Хесен-Филипстал-Бархфелд (1738 – 1799), дъщеря на ландграф Вилхелм фон Хесен-Филипстал-Бархфелд (1692 – 1761) и принцеса Шарлота Вилхелмина фон Анхалт-Бернбург-Шаумбург-Хойм (1704 – 1766). Брат е на Вилхелм Ернст Лудвиг Карл (1783 – 1847).
От средата на 1790-те години Георг има дипломатически мисии в Париж при Наполеон. През 1807 г. той е офицер на служба при Жером Бонапарт, кралят на Вестфалия.
Заради загуба на териториите на левия браяг на Рейн през 1812/1813 г. фамилията „Льовенщайн-Вертхайм-Вирнебург“ се преименува на „Льовенщайн-Вертхайм-Фройденберг“. През 1816 г. княз Георг наследява баща си и поема ръководството на рода си. От 1819 г. до смъртта си той е в Първата камера на Баден и Вюртемберг и участва често активно в съвещанията на парламента.

## Фамилия
Първи брак: на 26 август 1800 г. в Бургфарнбах с графиня Ернестина Луиза фон Пюклер-Лимпург (* 24 юни 1784, Щуттгарт; † 26 юни 1824, Вертхайм), дъщеря на граф Фридрих Филип Карл фон Пюклер-Лимпург-Зонтхайм-Шпекфелд (1740 – 1811) и фрайин Луиза Ернестина фон Гайзберг-Хелфенберг (1759 – 1835). Те имат 5 деца:
- Луиза Вилхелмина Каролина София (1803 – 1803)
- Адолф (1805 – 1861), княз на Льовенщайн-Вертхайм-Фройденберг, женен (морг.) на 18 април 1831 в Бендорф при Кобленц за Катарина Шлунд (1807 – 1877), от 11 февруари 1832 фрайфрау фон Алдерхорст, от 21 януари 1849 наследствена принцеса на Льовенщайн-Вертхайм-Фройденберг, от 1855 г. княгиня на Льовенщайн-Вертхайм-Фройденберг
- Малвина Христина/Шарлота (1808 – 1879), омъжена I. на 30 септември 1828 г. (развод 1851) във Вертхайм за граф Фолрат Фридрих фон Изенбург-Бюдинген-Филипсайх (1800 – 1864), II. на 24/26 юни 1854 г. в Ашафенбург за Антонио Бартоломео Пирес висконт Квелуц.
- Оскар Лудвиг (1811 – 1819)
- Ахилес Фердинанд (1813 – 1819)

Втори брак: на 22 януари 1827 г. във Вехтерсбах с графиня Шарлота София Хенриета Луиза фон Изенбург-Бюдинген-Филипсайх (* 25 юни 1803, Филипсайх; † 11 март 1874, Франкфурт), дъщеря на граф Хайнрих Фердинанд фон Изенбург-Бюдинген-Филипсайх (1770 – 1838) и съпругата му графиня Амалия Изабела Сидония фон Бентхайм-Текленбург (1768 – 1822). Бракът е бездетен.